# Audi Q5
El Audi Q5 es un automóvil todocamino del segmento D que fabrica la empresa alemana Audi desde el año 2008. El modelo de primera generación (Typ 8R) fue el tercer miembro de la familia B8 en ser lanzado después del Audi A5 y la cuarta generación del A4, todos basados en la plataforma MLB del Grupo Volkswagen. La segunda generación del Q5 (Typ 80A) debutó en 2016 y comparte la plataforma MLBevo con las versiones B9 correspondientes del A4 y A5.
Al igual que sus hermanos Audi A4 y Audi A5, su principal característica diferenciadora es la disposición longitudinal de su motor,  lo que facilita el uso de motores de seis o más cilindros y es la base del sistema quattro (no confundir con el sistema del mismo nombre empleado en los Audi de motor transversal por razones comerciales), basado en un transeje longitudinal fácilmente prolongable al tren trasero.
La primera generación, el Q5 8R, se produjo en Audi en Ingolstadt. Para la segunda generación, el Q5 FY, Audi construyó expresamente una fábrica en México desde donde se fabricase el vehículo.

## Primera generación (8R)
La primera generación del Audi Q5 (denominación interna 8R) es un vehículo de Audi que primero fue denominado como un SUV compacto y después un SUV mediano.

### Historia del modelo y producción
La primera presentación pública del Q5 fue prevista para el Salón del Automóvil de Ginebra de 2008, pero se aplazó al Salón del Automóvil de Pekín de ese año. Hubo un prototipo con carrocería descapotable llamado Audi Cross Cabrio Quattro en el Salón del Automóvil de Los Ángeles que adelantaba las formas del Q5. El modelo se construyó en Ingolstadt, Alemania. Se invirtieron unos 400 millones de dólares en la producción de herramientas y expansión.
Se fabricó en Ingolstadt, Changchún (República Popular China) y Aurangabad (India), y fue construido bajo la plataforma MLB como el A4 B8 y el A5.

#### Rediseño
En septiembre de 2012 el Q5 recibió un facelift, que se mostró formalmente por primera vez en el Auto Mobil International (AMI) en Leipzig, en el cual se presentaron algunas modificaciones exteriores, así como de tecnología y motorizaciones actualizadas. De esa forma los motores adquirieron más potencia y a la vez mejor eficiencia.
Desde comienzos de 2013 estuvo disponible una variante S del Audi Q5. Fue el primer modelo S con motor diésel, posteriormente disponible en el Audi A6 y el Audi A7, y que tiene una potencia máxima de 230 kW (313 PS) y está sobrealimentado por un turbocargador biturbo.
El 18 de diciembre de 2012, Audi Argentina lanzó en el mercado argentino al restyling de la primera generación de la Q5. Recibió cambios estéticos y en la motorizaciones. Llega importada de Alemania. Se ofrece en varias motorizaciones, dos turbodiesel y tres nafteras. Las turbodiesel, son un 2.0 TDI de 177 cv y un 3.0 TDI de 245 cv, ambas asociadas a una caja automática S-Tronic. Las nafteras, son un 2.0 TFSI de 180 cv y caja manual de seis velocidades, 2.0 TSI de 225 cv y caja manual o automática, y un 30 TFSI de 272 cv únicamente con caja automática. Todas las versiones se acoplan a una tracción integral Quattro. Audi asegura que redujo el consumo de combustible en todas las motorizaciones frente a la versión sin restyling. Las novedades estéticas son muy sutiles. El equipamiento de serie añadió indicador de presión de neumáticos, luces de Xenón con leds diurnos, Bluetooth, Audi Hold Assist y Parking System. El Paquete Sport agrega llantas de 18 pulgadas, tapizado en cuero Milano y techo panorámico. De esta manera, la Audi Q5 se ofrece en cinco versiones, son garantía. 

### Seguridad
En la prueba de impacto de la Euro NCAP realizada en 2009, el Q5 obtuvo cinco estrellas de clasificación general.
| Resultados de prueba Euro NCAP                      | Resultados de prueba Euro NCAP | Resultados de prueba Euro NCAP |
| --------------------------------------------------- | ------------------------------ | ------------------------------ |
| Audi Q5 2.0 TDI "Steppe", RHD (2009), SUV 5 puertas |                                |                                |
| Prueba                                              | Puntuación                     | %                              |
| General:                                            | 5/5 estrellas                  | 5/5 estrellas                  |
| Ocupante adulto                                     | 33.2                           | 92%                            |
| Ocupante menor                                      | 41                             | 84%                            |
| Transeúnte                                          | 11.5                           | 32%                            |
| Asistencias de seguridad                            | 5                              | 71%                            |

### Transmisión
Al inicio de las ventas en otoño de 2008 se ofrecieron inicialmente un motor a gasolina y dos a diésel, todos con turbocompresor: Un 2,0 litros a gasolina con inyección directa, que entregaba un máximo de 155 kW (211 PS) y un par motor máximo de 350 Nm. Los motores diésel, un 2,0 litros TDI con 125 kW (170 PS) y 350 Nm de par motor máximos; y un 3,0 litros seis cilindros con un máximo de 176 kW (240 PS) y 500 Nm de par motor máximo. En septiembre de 2009 se agregaron a la gama dos nuevos motores, un 2.0 TDI (105 kW/143 PS) y un 2.0 TFSI (132 kW/180 PS).
El Q5 tomó como novedad en el programa Audi el ingreso de la caja de cambios de doble embrague de siete marchas S tronic, que coloca hasta 500 Nm de par motor. Sobre de esta y un diferencial Torsen se entrega potencia de manera permanente a las cuatro ruedas (tracción integral Quattro). El diferencial medio distribuye un 40% del momento al eje delantero y un 60% al eje trasero cuando la adherencia al suelo de las llantas es igual en ambos ejes.

### Motorizaciones
El Q5 se ofrece con múltiples motores como gasolina y diésel. Los gasolina son un cuatro cilindros en línea turboalimentado de 2.0 litros de cilindrada y 180 o 211 CV de potencia máxima, y un seis cilindros en V de 3.2 litros y 270 CV; ambos tienen inyección directa. Por su parte, los diésel son un cuatro cilindros en línea de 2.0 litros de cilindrada y 150 o 177 CV de potencia máxima, y un seis cilindros en V de 3.0 litros de cilindrada y 245 CV, ambos con turbocompresor de geometría variable y alimentación por common-rail.
| Motores de gasolina            | Motores de gasolina                                | Motores de gasolina                               | Motores de gasolina                               | Motores de gasolina                               | Motores de gasolina              | Motores de gasolina       | Motores de gasolina                  | Motores de gasolina                  | Motores de gasolina | Motores de gasolina | Motores de gasolina |
|                                | 2.0 TFSI (Hybrid)                                  | 2.0 TFSI                                          | 2.0 TFSI                                          | 2.0 TFSI                                          | 2.0 TFSI                         | 3.2 FSI                   | 3.0 TFSI                             | 3.0 TFSI (SQ5)                       |                     |                     |                     |
| ------------------------------ | -------------------------------------------------- | ------------------------------------------------- | ------------------------------------------------- | ------------------------------------------------- | -------------------------------- | ------------------------- | ------------------------------------ | ------------------------------------ | ------------------- | ------------------- | ------------------- |
| Periodo                        | 2011-2015                                          | 2009-presente                                     | 2008-2012                                         | 2012-2015                                         | 2015-presente                    | 2009-2012                 | 2012-2015                            | 2013-presente                        |                     |                     |                     |
| Tipo de motor                  | L4 16v, inyección directa, turbo / motor eléctrico | L4 16v, inyección directa, turbo                  | L4 16v, inyección directa, turbo                  | L4 16v, inyección directa, turbo                  | L4 16v, inyección directa, turbo | V6 24v, inyección directa | V6 24v, inyección directa, compresor | V6 24v, inyección directa, compresor |                     |                     |                     |
| Identificación del motor       | CHJA                                               | CDNB, CNBC                                        | CDNC                                              | CNCD                                              |                                  | CALB                      | CTUC, CTVA                           | CTUD, CTXA                           |                     |                     |                     |
| Diámetro x carrera             | 82,5 mm × 92,8 mm                                  | 82,5 mm × 92,8 mm                                 | 82,5 mm × 92,8 mm                                 | 82,5 mm × 92,8 mm                                 | 82,5 mm × 92,8 mm                | 84,5 × 92,8 mm            | 84,5 mm × 89,0 mm                    | 84,5 mm × 89,0 mm                    |                     |                     |                     |
| Cilindrada                     | 1984 cm³                                           | 1984 cm³                                          | 1984 cm³                                          | 1984 cm³                                          | 1984 cm³                         | 3197 cm³                  | 2995 cm³                             | 2995 cm³                             |                     |                     |                     |
| Relación de compresión         | 9.6: 1                                             | 9.6: 1                                            | 9.6: 1                                            | 9.6: 1                                            | 9.6: 1                           | 12.5: 1                   | 10.3: 1                              | 10.5: 1                              |                     |                     |                     |
| Potencia máxima: CV (kW) @ rpm | 240 CV (180 kW)                                    | 180 CV (132 kW) @ 4000-6000                       | 211 CV (155 kW) @ 4300-6000                       | 225 CV (165 kW) @ 4500-6250                       | 230 CV (169 kW) @ 4700-6200      | 270 CV (199 kW) @ 6500    | 272 CV (200 kW) @ 4780-6500          | 354 CV (260 kW) @ 6000-6500          |                     |                     |                     |
| Par máximo: Nm @ rpm           | 480 Nm                                             | 320 Nm @ 1500-3800                                | 350 Nm @ 1500-4200                                | 350 Nm @ 1500-4500                                | 350 Nm @ 1500-4600               | 330 Nm @ 3000-5000        | 400 Nm @ 2500-4780                   | 470 Nm @ 4000-4500                   |                     |                     |                     |
| Tracción                       | Total (Quattro)                                    | Total (Quattro)                                   | Total (Quattro)                                   | Total (Quattro)                                   | Total (Quattro)                  | Total (Quattro)           | Total (Quattro)                      | Total (Quattro)                      | Total (Quattro)     | Total (Quattro)     |                     |
| Transmisión                    | Automática, 8 velocidades                          | Manual, 6 velocidades / Automática, 8 velocidades | Manual, 6 velocidades / Automática, 8 velocidades | Manual, 6 velocidades / Automática, 8 velocidades | Automática, 8 velocidades        | Automática, 7 velocidades | Automática, 8 velocidades            | Automática, 8 velocidades            |                     |                     |                     |
| Peso                           | 1985 kg                                            | 1795-1845 kg                                      | 1795–1830 kg                                      | 1795–1830 kg                                      | 1845 kg                          | 1880 kg                   | 1915 kg                              | 2000 kg                              |                     |                     |                     |
| Aceleración 0–100 km/h         | 7.1 s                                              | 8.2-8.5 s                                         | 7.2-7.6 s                                         | 7.1-7.4 s                                         | 6.9 s                            | 6.9 s                     | 5.9 s                                | 5.3 s                                |                     |                     |                     |
| Velocidad máxima               | 225 km/h                                           | 205-210 km/h                                      | 222 km/h                                          | 222 km/h                                          | 228 km/h                         | 234 km/h                  | 234 km/h                             | 250 km/h (Limitada electrónicamente) |                     |                     |                     |
| Consumo combinado (L/100 km)   | 6.9                                                | 7.2-8.1                                           | 8.1-8.6                                           | 7.5-7.9                                           | 7.2                              | 9.3                       | 8.5                                  | 8.5                                  |                     |                     |                     |

| Motores diésel                 | Motores diésel                                     | Motores diésel                                     | Motores diésel                                     | Motores diésel                                     | Motores diésel                                     | Motores diésel                                     | Motores diésel                                     | Motores diésel                                     | Motores diésel                                     | Motores diésel                                       | Motores diésel                                       | Motores diésel                                       | Motores diésel | Motores diésel |
|                                | 2.0 TDI                                            | 2.0 TDI                                            | 2.0 TDI                                            | 2.0 TDI                                            | 2.0 TDI                                            | 2.0 TDI                                            | 3.0 TDI                                            | 3.0 TDI                                            | 3.0 TDI                                            | 3.0 TDI (SQ5 TDI)                                    | 3.0 TDI (SQ5 TDI Competition)                        | 3.0 TDI (SQ5 TDI Plus)                               |                |                |
| ------------------------------ | -------------------------------------------------- | -------------------------------------------------- | -------------------------------------------------- | -------------------------------------------------- | -------------------------------------------------- | -------------------------------------------------- | -------------------------------------------------- | -------------------------------------------------- | -------------------------------------------------- | ---------------------------------------------------- | ---------------------------------------------------- | ---------------------------------------------------- | -------------- | -------------- |
| Periodo                        | 2009-2013                                          | 2013-presente                                      | 2014-presente                                      | 2008-2012                                          | 2011-2014                                          | 2014-presente                                      | 2008-2012                                          | 2011-2014                                          | 2013-presente                                      | 2012-2015                                            | 2015-presente                                        | 2015-presente                                        |                |                |
| Tipo de motor                  | L4 16v, inyección directa, Common-Rail, turbo, DPF | L4 16v, inyección directa, Common-Rail, turbo, DPF | L4 16v, inyección directa, Common-Rail, turbo, DPF | L4 16v, inyección directa, Common-Rail, turbo, DPF | L4 16v, inyección directa, Common-Rail, turbo, DPF | L4 16v, inyección directa, Common-Rail, turbo, DPF | V6 24v, inyección directa, Common-Rail, turbo, DPF | V6 24v, inyección directa, Common-Rail, turbo, DPF | V6 24v, inyección directa, Common-Rail, turbo, DPF | V6 24v, inyección directa, Common-Rail, biturbo, DPF | V6 24v, inyección directa, Common-Rail, biturbo, DPF | V6 24v, inyección directa, Common-Rail, biturbo, DPF |                |                |
| Identificación del motor       | CAGA                                               | CJCD                                               | CAHB, CGLA                                         | CAHA, CGLB                                         | CGLC                                               | CNHA                                               | CCWA                                               | CDUD                                               | CTBA                                               | CGQB                                                 | CVUB                                                 |                                                      |                |                |
| Diámetro x carrera             | 81,0 mm × 95,5 mm                                  | 81,0 mm × 95,5 mm                                  | 81,0 mm × 95,5 mm                                  | 81,0 mm × 95,5 mm                                  | 81,0 mm × 95,5 mm                                  | 81,0 mm × 95,5 mm                                  | 83,0 mm × 91,4 mm                                  | 83,0 mm × 91,4 mm                                  | 83,0 mm × 91,4 mm                                  | 83,0 mm × 91,4 mm                                    | 83,0 mm × 91,4 mm                                    | 83,0 mm × 91,4 mm                                    |                |                |
| Cilindrada                     | 1968 cm³                                           | 1968 cm³                                           | 1968 cm³                                           | 1968 cm³                                           | 1968 cm³                                           | 1968 cm³                                           | 2967 cm³                                           | 2967 cm³                                           | 2967 cm³                                           | 2967 cm³                                             | 2967 cm³                                             | 2967 cm³                                             |                |                |
| Relación de compresión         | 16.5: 1                                            | 16.2: 1                                            | 16.5: 1                                            | 16.5: 1                                            | 16.5: 1                                            | 15.5: 1                                            | 16.8: 1                                            | 16.8: 1                                            | 16.8: 1                                            | 16.0: 1                                              | 15.5: 1                                              | 15.5: 1                                              | 15.5: 1        |                |
| Potencia máxima: CV (kW) @ rpm | 143 CV (105 kW) @ 4200                             | 150 CV (110 kW) @ 3250-4200                        | 163 CV (120 kW) @ 3000-4200                        | 170 CV (125 kW) @ 4200                             | 177 CV (130 kW) @ 4200                             | 190 CV (140 kW) @ 3800-4200                        | 240 CV (176 kW) @ 4000-4400                        | 245 CV (180 kW) @ 4000-4500                        | 258 CV (190 kW) @ 4000-4500                        | 313 CV (230 kW) @ 3900-4500                          | 326 CV (240 kW) @ 3900-4500                          | 340 CV (250 kW) @ 4100-4300                          |                |                |
| Par máximo: Nm @ rpm           | 320 Nm @ 1750-2500                                 | 320 Nm @ 1500-3250                                 | 400 Nm @ 1750-2750                                 | 350 Nm @ 1750-2500                                 | 380 Nm @ 1750-2500                                 | 400 Nm @ 1750-3000                                 | 500 Nm @ 1500-3000                                 | 580 Nm @ 1750-2750                                 | 580 Nm @ 1750-2500                                 | 650 Nm @ 1450-2800                                   | 650 Nm @ 1450-2800                                   | 700 Nm @ 1500-2550                                   |                |                |
| Tracción                       | Delantera / Total (Quattro)                        | Delantera / Total (Quattro)                        | Total (Quattro)                                    | Total (Quattro)                                    | Total (Quattro)                                    | Delantera / Total (Quattro)                        | Total (Quattro)                                    | Total (Quattro)                                    | Total (Quattro)                                    | Total (Quattro)                                      | Total (Quattro)                                      | Total (Quattro)                                      |                |                |
| Transmisión                    | Manual, 6 velocidades                              | Manual, 6 velocidades                              | Automática, 7 velocidades                          | Manual, 6 velocidades / Automática, 7 velocidades  | Manual, 6 velocidades / Automática, 7 velocidades  | Manual, 6 velocidades / Automática, 7 velocidades  | Automática, 7 velocidades                          | Automática, 7 velocidades                          | Automática, 7 velocidades                          | Automática, 8 velocidades                            | Automática, 8 velocidades                            | Automática, 8 velocidades                            |                |                |
| Peso                           | 1755-1820 kg                                       | 1755–1885 kg                                       | 1925 kg                                            | 1830-1895 kg                                       | 1830-1895 kg                                       | 1845-1925 kg                                       | 1955 kg                                            | 1935 kg                                            | 1955 kg                                            | 1995-2075 kg                                         | 2075 kg                                              | 2075 kg                                              |                |                |
| Aceleración 0–100 km/h         | 10.8-11.4 s                                        | 10.8-10.9 s                                        | 9.7 s                                              | 9.9 s                                              | 9.0-9.3 s                                          | 8.4-8.7 s                                          | 6.5 s                                              | 6.5 s                                              | 6.2 s                                              | 5.1-5.2 s                                            | 5.1 s                                                | 5.1 s                                                |                |                |
| Velocidad máxima               | 190-192 km/h                                       | 190-192 km/h                                       | 196 km/h                                           | 200-204 km/h                                       | 200-204 km/h                                       | 210-211 km/h                                       | 225 km/h                                           | 225 km/h                                           | 230 km/h                                           | 250 km/h (Limitada electrónicamente)                 | 250 km/h (Limitada electrónicamente)                 | 250 km/h (Limitada electrónicamente)                 |                |                |
| Consumo combinado (L/100 km)   | 5.3-6.2                                            | 4.9-5.9                                            | 5.7                                                | 6.2-7.0                                            | 6.0                                                | 4.8-5.7                                            | 7.5                                                | 6.4                                                | 6.3                                                | 6.6-6.8                                              | 6.6                                                  | 6.6                                                  |                |                |

### Galería
|                  |
| Logo del Audi Q5 |

|                            |
| Faros con LEDs del Audi Q5 |

|                             |
| Parte trasera del Audi SQ5. |

|         |
| Audi Q5 |

|          |
| Interior |

## Segunda generación (FY)
La segunda generación del Audi Q5 (denominación interna FY) es un SUV del segmento D, que está disponible desde enero de 2017.
El 12 de junio de 2017, Audi Argentina lanzaba la segunda generación de la Q5 en Argentina. Reemplaza a la Q5 de primera generación. Comparte plataforma con el Audi A4 y la Audi Q7. Llega importada de México. Se ofrece en una sola motorización, un 2.0 TFSI de 252 cv y 370 Nm, con caja automática de doble embrague de siete marchas. Tracción integral permanente Quattro. Por primera vez, también se ofrece en una versión blindada. Con el cambio generacional, desaparecieron las versiones turbodiesel. Viene de serie con tablero digital Virtual Cockpit y sistema multimedia MMi con Apple Car Play y Android Auto. La 2.0 TFSi viene de serie con llantas de 18 pulgadas (20” opcionales). De esta manera, la Q5 redujo su gama a tan solo dos versiones, con garantía de tres años o 100.000 kilómetros. 
El 2 de agosto de 2018, Audi Argentina inició la comercialización de la variante blindada de la Q5 en Argentina. Llega importada de México. Equipa un motor 2.0 TFSI de 252 cv y 370 Nm, con caja automática de siete velocidades y tracción integral permanente Quattro. Se diferencia de la Q5 2.0 TFSi sin blindaje por agregar suspensión neumática, airbags laterales traseros, equipo de audio Bang&Olufsen y protección en categoría VR4. De esta manera, la Audi Q5 ahora tiene oficialmente dos versiones a la venta, con garantía de tres años o 100.000 kilómetros.  
El 14 de noviembre de 2022, Audi Argentina lanzó en Argentina al restyling de la Q5 de segunda generación. Reemplaza a las Q5 lanzadas en 2017 y 2018. Llega importada de México. Se ofrece en un 2.0 TFSI Mild-Hybrid con caja automática de siete velocidades y tracción integral permanente Quattro. Lamentablemente, se dejó de ofrecer la variante blindada, Security. Viene de serie con llantas de 18 pulgadas, faros de leds, techo panorámico y sistema de estacionamiento automático. De esta manera, la Audi Q5 ahora tiene una sola versión, con garantía de tres años o 100.000 kilómetros. Sigue a la venta en 2023.   
El 12 de junio de 2017, Audi Argentina lanzó al mercado argentino a la segunda generación de la SQ5. Se trata de la variante deportiva de la Q5. Comparte plataforma con el Audi A4 y la Audi Q7. Llega importada de Alemania. Equipa un motor 3.0 V6 de 354 cv y 500 Nm. Se ofrece con una caja automática de ocho velocidades y tracción integral permanente Quattro. Acelera de 0 a 100 en 5.4 segundos y la velocidad máxima es de 250 KM/H. La SQ5 viene de serie con llantas de 20” y sistema de audio Bang & Olufsen. De esta manera, la SQ5 se vende en Argentina en una sola versión. Garantía de tres años o 100.000 kilómetros. Sigue a la venta en 2023.          

### Historia del modelo
En el marco del Salón del Automóvil de París de 2016, Audi presentó la segunda generación del Audi Q5. El vehículo llegó a los concesionarios en enero de 2017. 
En enero de 2017 Audi presentó en el North American International Auto Show (NAIAS) en Detroit el Audi SQ5. Este tomó el motor del S4 B9 y estuvo disponible por primera vez con un motor a gasolina. Llegó al mercado en junio de 2017.
En abril de 2018 se presentó en el Salón del Automóvil de Pekín el Audi Q5L. Este tiene una batalla 88 mm más larga y con ello entrega más espacio al fondo del vehículo. El Q5L está disponible a la venta en el mercado chino desde julio de 2018.

### Tecnología y producción
Este se construye por completo en una nueva fábrica en México (San José Chiapa). Como el modelo antecesor, el vehículo se basa en la plataforma MLB, sin embargo ahora en su segunda generación, el MLB evo.
Al principio estuvo disponible dentro de la gama un motor a gasolina con una potencia máxima de 185 kW (252 PS) así como un motor a diésel en dos niveles de potencia. Inicialmente el Q5 se ofrecía únicamente con tracción integral quattro; para el motor a diésel con la menor potencia se ofreció después también tracción delantera.

#### Seguridad
En la prueba de choque de la Euro NCAP realizada en 2017, el vehículo fue premiado con cinco estrellas, en la prueba de la NHTSA del mismo año llevada a cabo por la US NCAP también obtuvo la calificación de cinco estrellas.
| Resultados de prueba Euro NCAP                               | Resultados de prueba Euro NCAP | Resultados de prueba Euro NCAP |
| ------------------------------------------------------------ | ------------------------------ | ------------------------------ |
| Audi Q5 2.0 TDI S tronic (140 kW), LHD (2017), SUV 5 puertas |                                |                                |
| Prueba                                                       | Puntuación                     | %                              |
| General:                                                     | 5/5 estrellas                  | 5/5 estrellas                  |
| Ocupante adulto                                              | 35.7                           | 93%                            |
| Ocupante menor                                               | 42.3                           | 86%                            |
| Transeúnte                                                   | 31.0                           | 73%                            |
| Asistencias de seguridad                                     | 7.0                            | 58%                            |

### Versión híbrida enchufable
El 21 de mayo de 2019 Audi anunció una versión híbrida enchufable del Q5 denominado Audi Q5 55 TFSI e quattro que cuenta con un motor eléctrico y un motor TFSI. Cuenta con un rango eléctrico de hasta 40 kilómetros y conducción eléctrica hasta los 135 km/h. Tiene una potencia combinada de 270 kW (367 HP) y es el primero de los nuevos modelos enchufables de Audi. El concepto de conducción consta de un motor de combustión y uno eléctrico con controlador inteligente que le permite cubrir la mayoría de las distancias del día a día eléctricamente.
Este modelo ya se está fabricando y se espera que su lanzamiento al mercado sea para otoño de 2019. Este modelo se exportará a Europa, Estados Unidos y Canadá.

### Motorizaciones
| Periodo                        | 2018-presente                                 | 2017-2018                                     | 2017-presente                                 |
| Identificación del motor       |                                               | DAXB                                          | CWGD                                          |
| Tipo de motor                  | L4 16v, inyección directa, turbo, intercooler | L4 16v, inyección directa, turbo, intercooler | V6 24v, inyección directa, turbo, intercooler |
| Diámetro x carrera             | 82.5 mm × 92.8 mm                             | 82.5 mm × 92.8 mm                             | 84.5 mm × 89.0 mm                             |
| Cilindrada                     | 1984 cm³                                      | 1984 cm³                                      | 2995 cm³                                      |
| Relación de compresión         | 9.6: 1                                        | 9.6: 1                                        | 10.5: 1                                       |
| Potencia máxima: CV (kW) @ rpm | 190 CV (140 kW) @ 4200-6200                   | 252 CV (185 kW) @ 5000-6000                   | 354 CV (260 kW) @ 5400-6400                   |
| Par máximo: Nm @ rpm           | 320 Nm @ 1450-4200                            | 370 Nm @ 1600-4500                            | 500 Nm @ 1300-4500                            |
| Tracción                       |                                               | Total                                         | Total                                         |
| Transmisión                    |                                               | Automática, 7 velocidades                     | Automática, 8 velocidades                     |
| Peso                           |                                               | 1795 kg                                       | 1945 kg                                       |
| Aceleración 0–100 km/h         | 8.6 s                                         | 6.3 s                                         | 5.4 s                                         |
| Velocidad máxima               | -                                             | 237 km/h                                      | 250 km/h                                      |
| Consumo combinado (L/100 km)   | 6.9                                           | 6.8-7.2                                       | 8.3-8.5                                       |
| Normativa anticontaminación    | Euro 6                                        | Euro 6                                        | Euro 6                                        |

| Periodo                        | 2017-2018                                                  | 2017-presente                                              | 2017-presente                                              | 2017-presente                                              |
| Identificación del motor       | DEUA                                                       | DETB                                                       | DETA                                                       | DCPC                                                       |
| Tipo de motor                  | L4 16v, inyección directa, common-rail, turbo, intercooler | L4 16v, inyección directa, common-rail, turbo, intercooler | L4 16v, inyección directa, common-rail, turbo, intercooler | V6 24v, inyección directa, common-rail, turbo, intercooler |
| Diámetro x carrera             | 81.0 mm × 95.5 mm                                          | 81.0 mm × 95.5 mm                                          | 81.0 mm × 95.5 mm                                          | 83.0 mm × 91.4 mm                                          |
| Cilindrada                     | 1968 cm³                                                   | 1968 cm³                                                   | 1968 cm³                                                   | 2967 cm³                                                   |
| Relación de compresión         | 16.5: 1                                                    | 16.5: 1                                                    | 16.5: 1                                                    | 16.8: 1                                                    |
| Potencia máxima: CV (kW) @ rpm | 150 CV (110 kW) @ 3250-4200                                | 163 CV (120 kW) @ 3000-4200                                | 190 CV (140 kW) @ 3800-4200                                | 286 CV (210 kW) @ 3750-4000                                |
| Par máximo: Nm @ rpm           | 320 Nm @ 1500-3250                                         | 400 Nm @ 1750-2750                                         | 400 Nm @ 1750-3000                                         | 620 Nm @ 1500-3000                                         |
| Tracción                       | Delantera                                                  | Total (Quattro)                                            | Total (Quattro)                                            | Total (Quattro)                                            |
| Transmisión                    | Manual, 6 velocidades                                      | Automática, 7 velocidades                                  | Automática, 7 velocidades                                  | Automática, 8 velocidades                                  |
| Peso                           | 1735 kg                                                    | 1845 kg                                                    | 1845 kg                                                    | 1945 kg                                                    |
| Aceleración 0–100 km/h         | 9.7 s                                                      | 8.9 s                                                      | 7.9 s                                                      | 5.8 s                                                      |
| Velocidad máxima               | 206 km/h                                                   | 211 km/h                                                   | 218 km/h                                                   | 237 km/h                                                   |
| Consumo combinado (L/100 km)   | 4.5-4.8                                                    | 4.9-5.3                                                    | 4.9-5.3                                                    | 5.7-6.2                                                    |
| Normativa anticontaminación    | Euro 6                                                     | Euro 6                                                     | Euro 6                                                     | Euro 6                                                     |

### Galería
|                       |
| Audi SQ5 (desde 2017) |

|                            |
| Vista trasera del Audi SQ5 |

|                                             |
| Audi Q5L (desde 2018, exclusivo para China) |

|                       |
| Vista trasera del Q5L |

|                                      |
| Audi Q5 55 TFSI e (a partir de 2019) |

|               |
| Vista trasera |

|          |
| Interior |